# Mélanie Traversier
Pour les articles homonymes, voir Traversier.
Mélanie Traversier, née en 1975, est une historienne et comédienne française.

## Biographie
Mélanie Traversier, née en 1975, effectue ses études à l'École normale supérieure de Fontenay-Saint-Cloud et à l'IEP de Paris. Elle obtient l'agrégation d'histoire ainsi que le doctorat en histoire moderne. Elle enseigne à l'université de Grenoble et à l'École normale supérieure de Fontenay-Saint Cloud, avant d'occuper un poste de chercheuse au sein de l'ANR-DFG « Musici » à l'École française de Rome. Elle devient maîtresse de conférences en histoire moderne à l'université de Lille 3 en 2011.
Elle est secrétaire générale de la Société française d'histoire urbaine, membre du conseil d'administration de l'association Mnémosyne et membre de l'Institut universitaire de France.
« Ses travaux portent notamment sur l'histoire sociale de la musique à l'époque moderne, mais aussi sur l'histoire du genre ». « Spécialiste de la diffusion de l’opéra italien et de la circulation des musiciens en Europe, elle s’intéresse particulièrement aux singularités des carrières des chanteuses d’opéra au XVIIIe siècle. Les pratiques et formes de la mélomanie féminine font également l’objet de plusieurs de ses enquêtes, qu’il s’agisse du mécénat ou de l’éducation musicale donnée aux filles de la haute noblesse européenne. »
Elle s'attache à expliciter « les processus d'invisibilisation qui ont marqué les œuvres et les trajectoires des musiciennes et des compositrices ».
Elle est mariée à l'historien Patrick Boucheron.

## Publications

### Ouvrages
- Mélodies urbaines. La musique dans les villes d’Europe (XVIe – XIXe siècles), Laure Gauthier et Mélanie Traversier (dir.)[6],[7],[8],[9], Paris, Presses de l'université Paris-Sorbonne, 2008.
- Gouverner l'Opéra. Une histoire politique de la musique à Naples, 1737-1815, Rome, École française de Rome, 2009, 696 p. (Collection de l'École française de Rome, 424)[10],[11],[12],[13],[14],[15] (ISBN 978-2-200-92677-9) (BNF 42149516)
- Ma vie. Mémoires de Vittorio Alfieri. Traduction de Antoine de Latour, présentation et préface de Mélanie Traversier, Mercure de France, 2012[16]  (ISBN 9782715232969)
- Le journal d'une reine. Marie-Caroline de Naples dans l’Italie des Lumières, Éditions Champ Vallon, « Les classiques », 2017[17],[18],[19],[20],[21],[22],[23]  (ISBN 979-10-267-0501-7) (BNF 45254144)
- Le royaume de Naples à l'heure française. Revisiter l'histoire du decennio francese, 1806-1815, actes du colloque, ouvrage collectif sous la direction de Pierre-Marie Delpu, Igor Moullier et Mélanie Traversier, Presses universitaires du Septentrion, 2018[24]  (ISBN 978-2-7574-2357-8) (BNF 45588007)
- La musique a-t-elle un genre ?, (dir. avec  Alban Ramaut), Éditions de la Sorbonne, 2019[25],[26],[27]  (ISBN 979-10-351-0284-5)
- L'harmonica de verre et miss Davies. Essai sur la mécanique du succès au siècle des Lumières, Seuil, 2021

### Articles
- « Transformer la plèbe en peuple ». Théâtre et musique à Naples en 1799, De la proclamation de la République napolitaine à la Première Restauration », Annales historiques de la Révolution française, no 335,‎ 2004, p. 37–70 (lire en ligne)
- « Musique virile et airs futiles. Génie national et genre musical au miroir de la rivalité entre deux capitales lyriques, Paris et Naples, vers 1750-vers 1815 », dans Anticléricalisme, minorités religieuses et échanges culturels entre la France et l’Italie. De l’Antiquité au XXe siècle, Paris, L’Harmattan, 2006, p. 219–249.
- « De l'érudition à l'expertise : Saverio Mattei (1742-1795), « Socrate imaginaire » dans la Naples des Lumières », Revue historique, vol. 641, no 1,‎ 2007, p. 91–136 (DOI 10.3917/rhis.071.0091, lire en ligne)
- « Le quartier artistique, un objet pour l'histoire urbaine », Revue histoire urbaine, vol. 26, no 3,‎ 2009, p. 5–20 (DOI 10.3917/rhu.026.0005, lire en ligne)
- « Chronique d’un royal ennui. Le journal de Marie-Caroline de Naples », dans Michel Cassan (dir.), Écritures de familles, écritures de soi (France-Italie, XVIe – XIXe siècles), Limoges, PULIM, 2011, p. 127–153.
- Les castrats au péril des Lumières : paradoxes d’une masculinité mutilée, dans Anne-Marie Sohn (dir.), Une Histoire sans les hommes est-elle possible ? Histoire des masculinités, Actes du colloque organisé à l’École Normale Supérieure Lettres et Sciences Humaines, Lyon, 18–20 juin 2008, Lyon, ENS Éditions, 2013, p. 135–145.
- Le chant de la Sirène. Politique de grandeur et circulation des musiciens et des musiciennes, dans Camillo Faverzani (éd./cur.), PART[h]Enope. Naples et les arts / Napoli e le arti, /Bern, Peter Lang, 2013, p. 51–69.
- Les chanteuses à la barre. Rivalités professionnelles et amours scandaleuses des chanteuses d’opéra devant les tribunaux de la Naples des Lumières, dans Musique et Justice, numéro thématique, Criminocorpus, revue en ligne, avril 2014. [lire en ligne] sur OpenEdition.
- Like a Rolling Musician dans Musiques nomades : objets, réseaux, itinéraires (Europe, XVIIe – XIXe siècles)[28],[29], numéro thématique, revue Diasporas, 2015, no 26, Presses universitaires du Midi [lire en ligne] sur OpenEdition.
- Techniques et techniciens du spectaculaire, XVe – XVIIIe siècles dans la Revue d'Histoire du Théâtre no 278, trimestre 3, 2018 : Mécanique de la représentation. Machines et effets spéciaux sur les scènes européennes, XVe – XVIIIe siècles[30] [lire en ligne]

## Théâtre
Mélanie Traversier s'est produite sur scène en français et en italien, notamment dans le cadre des Petites fêtes de Dionysos (Arbois 2010) et du Banquet du Livre (Lagrasse, 2009-2013). Elle y a  joué le monologue Lampedusa beach de Lina Prosa (Lagrasse 2013, Cherbourg 2014).

## Télévision
En tant qu'historienne, entre autres avec Évelyne Lever et Jean-Paul Desprat, elle participe à l'émission « Secrets d'histoire » consacrée à Lady Hamilton, intitulée Splendeur et déchéance de Lady Hamilton diffusée le 20 janvier 2020 sur France 3.